# Bernard & Graefe
Bernard & Graefe est une maison d'édition allemande, basée à Bonn. Elle a été fondée en 1922 et appartient à la Mönch Verlagsgesellschaft.

## Historique

### Bernard & Cie
En 1909, Constantin Bernard fonde la maison d’édition Bernard & Co. à Metgethen, près de Königsberg, en Prusse orientale. À partir de 1913, il publie entre autres la Danziger Verkehrszeitung, l'Elbinger Verkehrs-Zeitung et l'Insterburger Verkehrs-Zeitung.
En 1917, il ouvre une succursale à Berlin N 4 au 100, Chausseestraße,. En 1925, une succursale éphémère ouvre à New York. Vers 1927, Constantin Bernard confie la direction de la maison d’édition à des membres de sa famille. La maison d’édition Bernard & Co. à Berlin ferme en 1933-1934.

### Bernard & Graefe de 1922 à 1944
En 1922, Constantin Bernard et Bodo Graefe fondent la maison d’édition Bernard & Graefe au 12 Wöhlertstraße à Berlin N 4, probablement en tant que reprise de Hansa Buchdruckerei,. En 1924, l’entreprise de se déplace dans la Sömmeringstraße à Charlottenburg. En 1927-1928, Bodo Graefe en reprend seul la direction.
La maison d’édition Bernard & Graefe publie principalement de la littérature sur l’histoire militaire et la technologie militaire, ainsi que des documents et des instructions de la Wehrmacht. À cette fin, quelques écrits ont été publiés pour les Allemands à l’étranger, en particulier dans les territoires perdus de 1919 (Alsace, Rhénanie, Tyrol du Sud), y compris des romans de l’écrivaine alsacienne Marie Hart.
La maison d’édition ferme en 1944.

### Bernard & Graefe depuis 1952

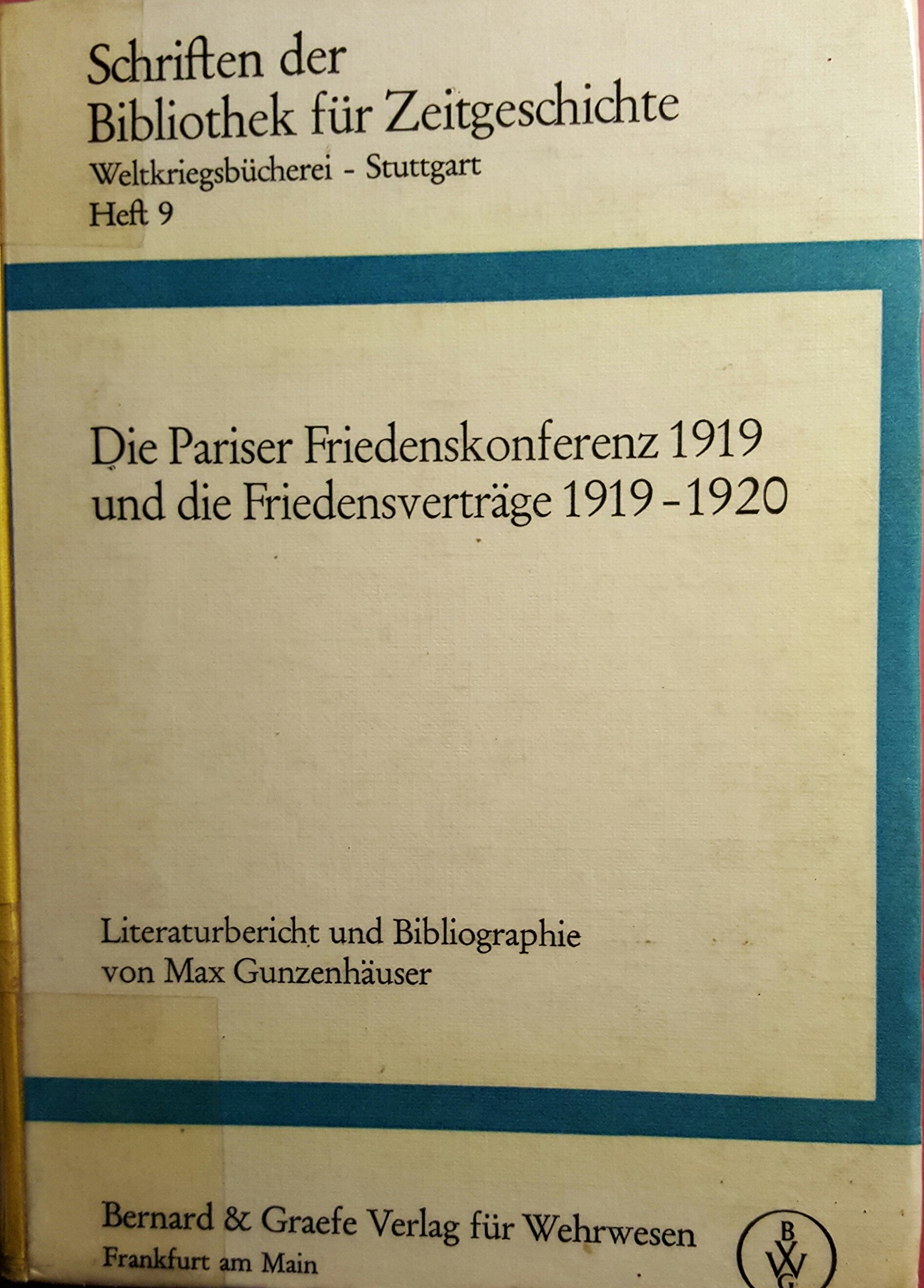
Die Pariser Friedenskonferenz 1919 (La Conférence de la paix de Paris 1919) publié en 1970

En 1952, la maison d’édition Bernard & Graefe est refondée à Berlin-Ouest. Elle a d’abord publié de la littérature sur la psychologie scolaire et des sujets de politique étrangère, mais s’est rapidement tournée vers des écrits sur la technologie militaire et l’histoire militaire. En 1960, le nouveau propriétaire Alfred Metzner déménage la maison d’édition à Francfort-sur-le-Main et la renomme Bernard & Graefe Verlag für Wehrwesen. En 1974, l’entreprise a été délocalisée à Munich et rebaptisée Bernard & Graefe. En 1982, elle a déménagé à Coblence.
La maison d’édition est basée à Bonn depuis 1988 environ. Elle est affiliée au groupe d’édition Mönch.
Bernard & Graefe publie de la littérature sur l’histoire militaire et la technologie militaire, y compris le Manuel de la Bundeswehr et de l’industrie de la défense, mis à jour régulièrement.